# Античний храм (Сансусі)
52°24′08″ пн. ш. 13°01′08″ сх. д. / 52.40222° пн. ш. 13.01889° сх. д.
Античний храм (нім. Antikentempel) — невеликого розміру моноптер в західній частині парку Сан-Сусі в Потсдамі. Побудований при Фрідріху Великому за проектом Карла фон Гонтарда для зберігання королівської колекції творів античного мистецтва, монет і гем. Будівлю було зведено в 1768-1769 роках поблизу Нового палацу на північ від головної алеї парку як пандан до Храму дружби. З 1921 року Античний храм виконує функцію мавзолею для членів дому Гогенцоллернів і закритий для доступу публіки.

## Музей
Як і картинна галерея Сан-Сусі, Античний храм спочатку проектувався як музей, і за часів Фрідріха Великого його можна було оглянути за попередньою домовленістю з каштеляном Нового палацу. В експозиції окрім десятків предметів античного мистецтва малих форм (мармурові урни, бронзові статуетки, інструменти, гирьки, кераміка), на мармурових п'єдесталах були встановлені десять мармурових статуй в людський зріст, так звана «сім'я Лікомеда». Їх Фрідріх Великий придбав у французького кардинала Мельхіора де Полиньяка. На п'ятдесяти позолочених консолях розташовувалися мармурові, базальтові та бронзові бюсти, 31 з яких також були придбані у Полиньяка. Решта прибутку в Потсдам Байрейта, з фондів улюбленої сестри Фрідріха і шанувальниці античності Вільгельміни Прусської. Бічний кабінет, увійти в який можна тільки через двері з основного круглого залу, призначався для експозиції колекції монет і гем, придбаної у барона Філіпа фон Штоша. У чотирьох шафах з кедрового дерева перебувало понад 9200 золотих, срібних і бронзових монет, 4370 гем і камей, 48 мармурових, теракотових і бронзових рельєфів, а також книги з археології з бібліотеки Фрідріха Великого.

## Меморіал
Фрідріх Вільгельм II, ступив на прусський трон у 1797 році, в указі своєму кабінету від 1 вересня 1798 року розпорядився «… з метою сприяння вивченню старожитностей і мистецтва … об'єднати збори медалей та античності з Античного храму в Потсдамі зі схожими колекціями в Берліні і довірити Академії наук…». У тому ж році збори монет і гемів переїхало в античний кабінет Міського палацу. Залишалися в храмі скульптури після поразки Пруссії в битві при Єні та Ауэрштедте в 1806 році і що послідувала французької окупації за наказом Наполеона були вивезені в якості трофеїв у Францію. В Пруссію вони повернулися в повній цілосності в 1815 році і після реставрації у майстерні скульптора Крістіана Даніеля Рауха розмістилися у відкритому в 1830 році Старому музеї в Берліні.
У спорожнілому Античному храмі за наказом Фрідріха Вільгельма III в червні 1828 року була виставлена друга версія створеного Крістіаном Даніелем Раухом саркофага померла 19 липня 1810 року королеви Луїзи Мекленбург-Стрелицкой (оригінал — в мавзолеї палацового парку Шарлоттенбург в Берліні). У 1877 році саркофаг був перенесений з Античного храму у відкритий для доступу громадськості музей Гогенцоллернів в берлінському палаці Монбижу, зруйнованому в Другу світову війну.

## Плани реконструкції

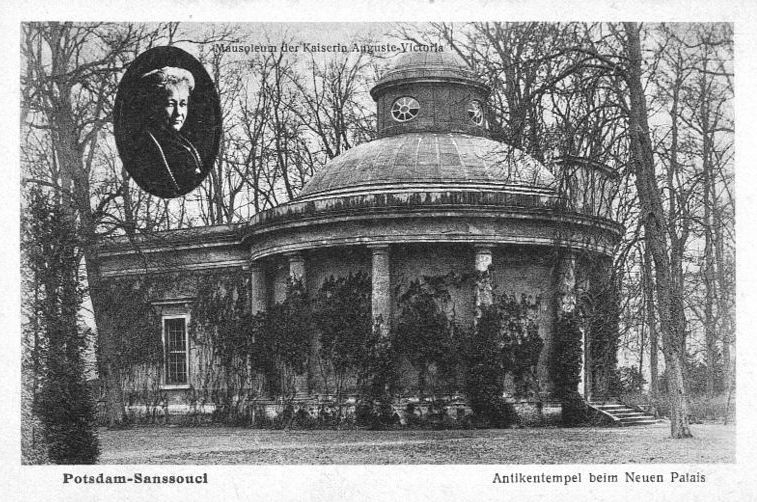
Античний храм на листівці з портретом імператриці Августи Вікторії. Після 1921 року

При Вільгельмі II Античний храм планувалося використовувати в якості придворного каплиці. Архітектор Ернст Еберхард фон Іне підготував кілька проєктів. Перший з них передбачав оформлення в стилі італійського ренесансу, другий — у класичному стилі. Проекти не були реалізовані через початок Першої світової війни. Не було виконано і вказівку перетворити будинок в усипальницю імператорської сім'ї. Тим не менш, імператриця Серпня Вікторія у відповідності з її побажанням була похована 19 квітня 1921 року в Античному храмі, який аж до 1940-х років став місцем поховання декількох Гогенцоллернів.

## Мавзолей

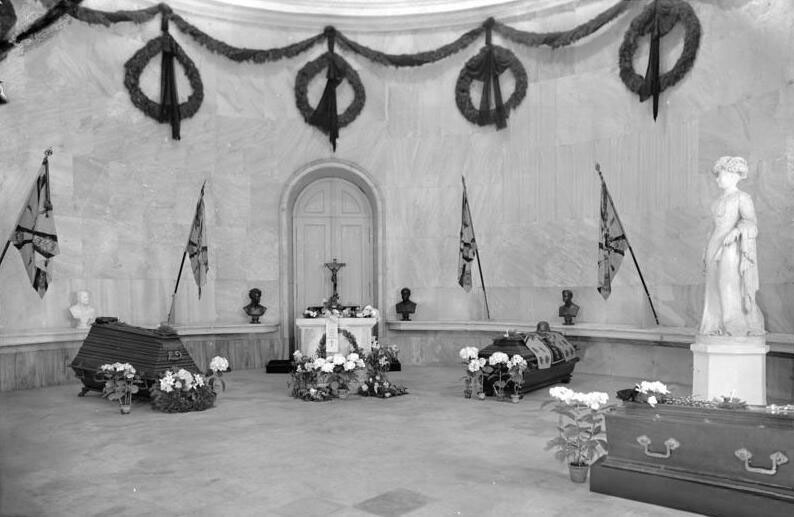
Інтер'єр Античного храму, імовірно 1940 рік

В Античному храмі поховані п'ять членів дому Гогенцоллернів:
- імператриця Серпня Вікторія
- Йоахім Прусський
- Вільгельм Прусський, старший син кронпринца Вільгельма
- Ейтель Фрідріх Прусський, другий син імператора Вільгельма II
- Герміна Райса-Грейцская, друга дружина кайзера Вільгельма II